# Перська конституційна революція
Конституційна революція 1905—1911 рр. (перс. مشروطیت, латиніз. Mashrūtiyyat, або انقلاب مشروطه Enghelāb-e Mashrūteh) — демократична революція в Ірані, яка збіглася з національно-визвольним рухом. Вона була викликана засиллям іноземців в фінансово-економічній сфері країни при потуранні реакційної правлячої верхівки. В революції брали участь в рівній мірі національна буржуазія, дрібні ремісники, ліберальні поміщики і селяни. Центром конституційного руху стали північні провінції, перш за все Іранський Азербайджан. В ході революції було створено Меджліс (парламент), прийнята конституція. Проте в результаті було відновлено владу Каджарів, а країна розділена на сфери впливу між Росією та Англією.

## Причини
Конституційна революція багато в чому була викликана внутрішньою і зовнішньою політикою правлячої династії Каджарів, які не мали реальної соціальної бази і були змушені лавірувати між аристократичними родами, нацьковуючи їх один на одного. З появою у європейських держав імперіалістичного інтересу до Ірану Каджари намагалися лавірувати між Росією і Великою Британією, поступово віддаючи ресурси країни іноземним компаніям.
Одним з яскравих прикладів кабальних концесій, виданих іноземцям, була концесія, видана барону Рейтеру на користування природними ресурсами і прокладку залізниць. В результаті політики Каджарів Іран до початку XX століття фактично став конгломератом племен і правителів, пов'язаних, як правило, тільки родовими і особистими узами. Національна буржуазія була в корені задушена іноземними монополіями.

## Перший етап революції

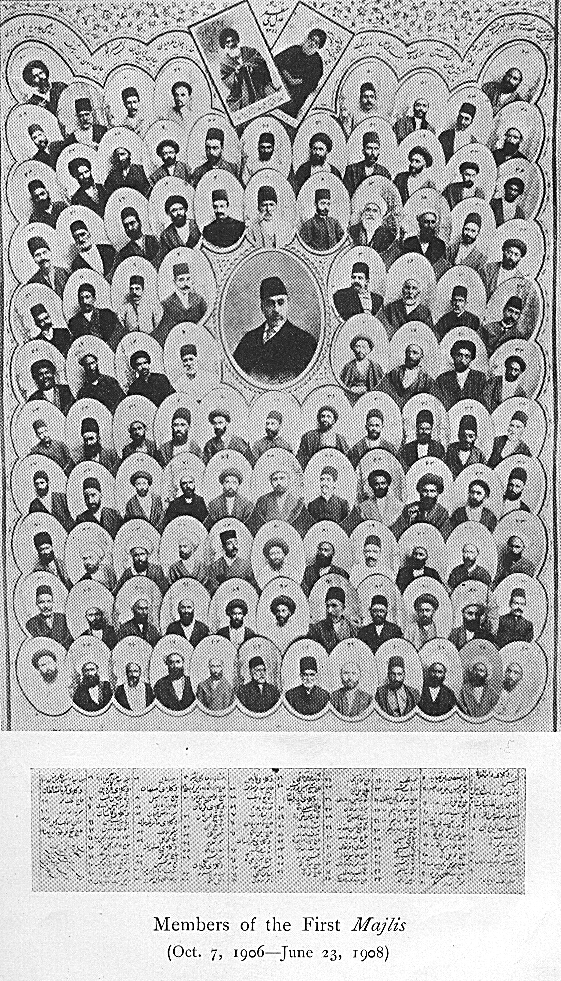
Члени першого меджлісу. У центрі — перший голова меджлісу Муртаза Кулі-хан Сани ед-Доул

Безпосереднім приводом до повстання став наказ 12 грудня 1905 тегеранського генерал-губернатора Ала ад-Доул бити палицями по п'ятах купців, які підняли ціни на імпортний цукор, нібито порушивши його припис. Це викликало хвилювання в столиці, які наростали до літа 1906.
У вересні в Тебрізі був створений перший в історії Ірану енджумени — виборний революційний орган. Йому вдалося врегулювати ціни на хліб, взяти на себе судові функції і охорону безпеки.
До кінця жовтня меджлісом був розроблений проект конституції, що обмежує діяльність шаха і уряду. Однак шахський двір не поспішав приймати цей проект: справа була в тому, що Мозафереддін-шах був тяжко хворий і повинен був скоро померти, а на його місце прийти переконаний реакціонер Мухаммед-Алі мірза, чиїм вихователем, а в майбутньому — радником, був російський агент Сергій Маркович Шапшал.
Однак, хвороба шаха затягувалася, і після внесення деяких змін 30 грудня Мозафереддін-шах був змушений підписати першу частину конституції — положення про права і повноваження меджлісу, після чого через п'ять днів помер. Перша частина Основного закону регулювала діяльність меджлісу, віддавала в його компетенцію фінансові питання, передачу державного майна, зміна кордонів держави, видачу концесій і висновок позик, будівництво шосейних доріг та залізниць.
Шах Мухаммед Алі неодноразово протягом 1907 намагався розпустити меджліс і скасувати конституцію. 22 червня 1908 столиці було введено воєнний стан, мечеть Сепехсалара з розташованими всередині Педаї і муджахидами піддалася артилерійському обстрілу, після чого багато конституціоналісти були заарештовані. На наступний день деякі видавці лівих газет були повішені, а меджліс і енджумени оголошувалися тимчасово розігнаними.

## Громадянська війна 1908—1909
Перші дії Мухаммед-Алі шаха безпосередньо призвели до повстання в Азербайджані: губернатором цієї області був призначений колишній Садр-азам Айн ед-Доул. Після того, як в червні 1908 енджумен Тебризу розпався, боротьбу з реакціонерами очолив Саттар-хан. Його загони федаїв і муджехідов не пустили в місто загін Айн ед-Доул, протягом декількох місяців відбивав атаки прибували шахських військ на головний оплот революціонерів — район Амірхіз.
У перервах між атаками Саттар зайнявся зміцненням оборони міста, реформуванням федайскіх загонів, переозброєнням. Зрештою до середині жовтня Педаї були зайняті всі райони міста, включаючи плацдарм монархістів давач. Федаї під час даного етапу повстання проявили дисципліну і утримувалися від мародерства і грабежів, чим викликали підтримку населення.

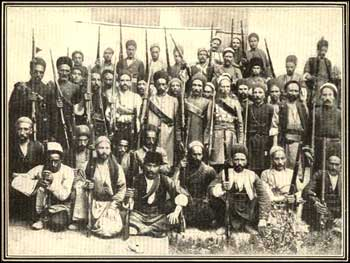
Федаї Тебризу

У лютому-березні 1909 пройшли повстання в Решті, Ісфахані, Бендер-Аббасі, Бушире. У той же час в блокованому Тебрізі почався голод і робилися спроби прорвати блокаду. У квітні 1909 р, після ряду провокацій з боку англійської та російської місій з Джульфи в напрямку Тебріза виступили російські війська. Місто було залишено шахськими військами, а Педая роззброєні.
У травні 1909 одночасно з Мілана і Ісфахана на столицю рушили збройні загони — федаїв з одного боку і бахтіарскіе племен з іншого. Незважаючи на вкрай малу чисельність — в кожному «війську» було близько тисячі осіб — вони впевнено просувалися до Тегерану і захоплювали стоять на шляху міста. У ніч на 30 червня об'єднаний загін увійшов до столиці і зайняв будівлю меджлісу. Недієздатні шахські війська не змогли чинити опору, і 3 липня за рішенням надзвичайного верховного ради шах Мухаммед-Алі був позбавлений влади, а новим монархом оголошувався його чотирнадцятирічний син Султан Ахмад-шах. До влади прийшло ліберально налаштований уряд, конституція була відновлена, а Мухаммед-Алі шах сховався в резиденції російської дипломатичної місії в передмісті Тегерана.

## Другий меджліс і місія Шустера
Наприкінці 1910 уряд Ірану почало переговори з США про запрошення американських фінансових радників. У квітня 1911 група фахівців з п'яти осіб на чолі з Морганом Шустером прибула до Ірану. Шустеру були надані виняткові повноваження в сфері фінансів та інших галузях економіки.
Сам Шустер своїми діями прагнув створити умови для більш широкої економічної експансії США в країні. Тому він продовжив практику іноземних позик і введення нових податків і навіть намагався створити власну армію — добре оснащену фінансову жандармерію чисельністю 12 — 15 тисяч чоловік. Поступово Шустер набував все більшу владу і все менше вважався з урядом. Це викликало стихійні акції протесту і невдоволення уряду.
У той же час в липні 1911 втікач із країни колишній шах Мухаммед-Алі прибув в Гомюш-Тепе, гавань на Каспійському морі. За підтримки реакційних феодалів і туркмен він зайняв Астрабад.

## Інтервенція і придушення революції
З середини 1911 Росія і Велика Британія стали готуватися до придушення революції і розділу країни. Ще в 1907 році було підписано Англо-російська угода, за якою північна частина Ірану до лінії Касре-Ширін — Ісфахан — Йезд — Зульфагар відходила в сферу впливу Росії, а території на південь від лінії Бендер-Аббас — Керман — Бірджанд — Газик в сферу англійської впливу.
16 листопада 1911 царський уряд поставив ультиматум іранському уряду, в якому під загрозою введення військ до Азербайджану наказувалося звільнити Шустера, не запрошувати іноземців на службу без згоди Росії і Англії та відшкодувати витрати на посилку російських військ в Іран. Незабаром російські війська вторглися в Іран. Було придушено революційний рух в Тебрізі, Гіляні та Мешхеді.